# Novska
Novska è una città della Croazia di 14 313 abitanti della regione di Sisak e della Moslavina.